# Азербайджанська музика

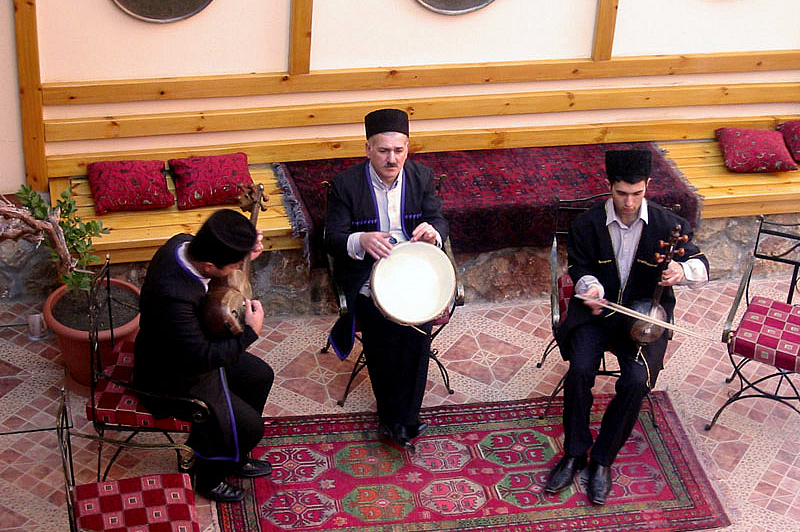
Азербайджанські музиканти. Зліва направо: тар, деф, кяманча

Азербайджанська музика (азерб. Azərbaycan musiqisi) — досягнення музичної культури азербайджанського народу — результат багатовікового історичного процесу формування та розвитку своєрідних, глибоко реалістичних традицій. Ці традиції аж до початку XX століття носили усний характер, з одного боку, йдучи корінням у народну побутову творчість, а з іншого, набуваючи риси професійного мистецтва, особливо виразні в мугаматі і творчості ашугів.

## Народна музика
Значну частину народної музики складають родинно-побутові пісні — весільні і траурно-похоронні (йуг, аги, марсія). Народна музика Азербайджану відрізняється різноманітністю жанрів — це пісня, танець, творчість ашугів, мугам. І в піснях, і у танцях знайшли своє відображення тип темпераменту їх творців. Жіночі танці — стримані, пластичні, ліричні (Вагзалы, Узундере), чоловічі — жваві, сповнені відваги, сили (Газахи, Гайтаги, Ханчобани). Основна частина народних танців — сольні, але зустрічаються також парні і групові (халай, ялли, йорду-йорду, джанго).

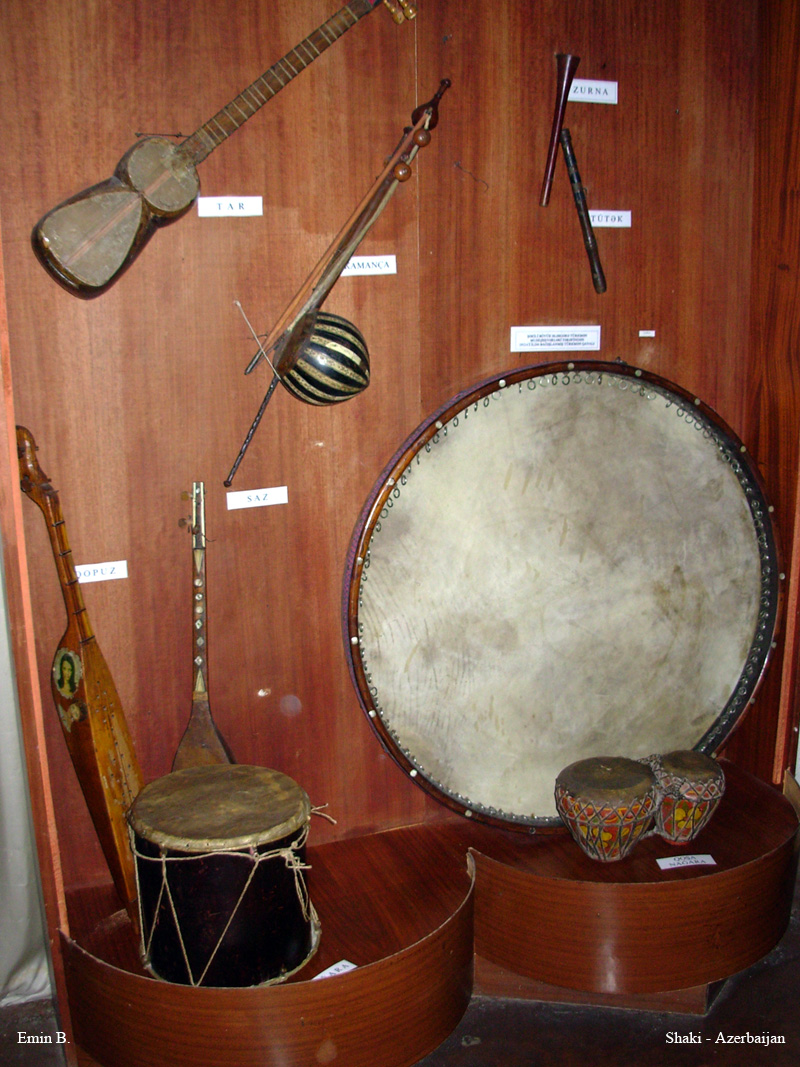
Азербайджанські народні музичні інструменти. Експонат у краєзнавчому музеї, р. Шеки

В азербайджанській народній музиці є 7 основних ладів: Раст, Шура, Сегях (особливо поширені), Шуштер, Баяти-Шираз, Чаргях і Хумаюн, кожен з яких відрізняється особливим образно-емоційним характером і характерними поспівками. Семантика лада Раст має важливе значення, для мужніх і героїчних танців. У жіночих танцях частіше застосовуються Сегях, Шура.
Однією з особливостей ладово-інтонаційного системи азербайджанської музики — наявність мікроінтерваліки (в октаві 17 ступенів).
Згідно Енциклопедії Іраника, помітний вплив на розвиток азербайджанських музичних традицій та термінології справили іранські музичні елементи, в свою чергу азербайджанські музичні елементи зустрічаються в іранської музики, особливо в танцювальних ритмах. Азербайджанська музика виконується і в інших регіонах Кавказу, головним чином серед вірмен, які перейняли мугамную систему і такі музичні інструменти, як кяманча і тар. В танцях і музиці лакців і лезгін також помітні впливу азербайджанської музичної культури.
Згідно з істориком XIX століття Миколою Дубровиним, на вірменських весіллях звучали також азербайджанські пісні.
Відзначається, що лезгінські і табасаранські співаки-імпровізатори, зокрема, складали пісні й сюжети, запозичені у ашуг Азербайджану, і користувалися їх формою віршування.

### Азербайджанська народна пісня
Народна пісенна творчість різноманітна за жанрами (обрядові, побутові, ліричні, історичні, трудові, жартівливі та ін). Вона відрізняється багатою метроритмікою, підпорядкована тактовим розмірами — 6/8, 3/4, 2/4. Широко використовуються синкопи; типовий прийом розвитку вокальних мелодій — це оспівування опорних тонів, також переважає сольне, рідше хорове (унісонний) виконавство. Мелодика пісень майже завжди характеризується низхідним рухом, варіантним розвитком заголовних поспівок. Одним з жанрів азербайджанських народних пісень, головним чином ліричного характеру, є баяти, в основі якого лежить строго певна поетична форма — семискладові вірші, що групуються в чотирирядкові строфи.
У 1927 році під редакцією Мусліма Магомаєва вийшов у світ написаний і оброблений Узеїром Гаджибековим перший збірник «Азербайджанських тюркських народних пісень». Цей збірник поклав початок музичної фольклористики в Азербайджані.

### Інструментальна музика
Різноманітні азербайджанські народні музичні інструменти. Найбільш поширені духові — тутек, балабан, зурна; струнно-щипкові — тар, саз (його різновиди: дшуре-саз, бейюк-саз, голтух-саз), уд, канон; струнно-смичкові — кеманча; ударні — деф (бубон), нагару, гоша-нагару. Творцем азербайджанського тара (11-та струнного) є азербайджанський музикант-конструктор Садихджан, який жив у XIX столітті і отримав прізвисько «Батько тара». 4 жовтня 1920 року з метою планомірного поширення музичної освіти пролетарської маси і обслуговування всіх пролетарських організацій АРСР" був виданий декрет про «націоналізацію музичних інструментів», що переходили у відання Наркомосу як державна власність. 1 травня 1932 року композитор Узеїр Гаджибеков створив перший оркестр азербайджанських народних інструментів ім. С. Рустамова, а у січні 2000 року при Азербайджанській державної філармонії був створений Азербайджанський державний оркестр народних інструментів. 5 грудня 2012 року азербайджанське мистецтво гри на тарі було включено в список нематеріальної культурної спадщини ЮНЕСКО.
Ритм танців, в основному базується на 6/8 і 3/4. Найважливішим жанром усної професійної музики Азербайджану, як і в багатьох країнах Близького і Середнього Сходу, є мугам.

### Мугам

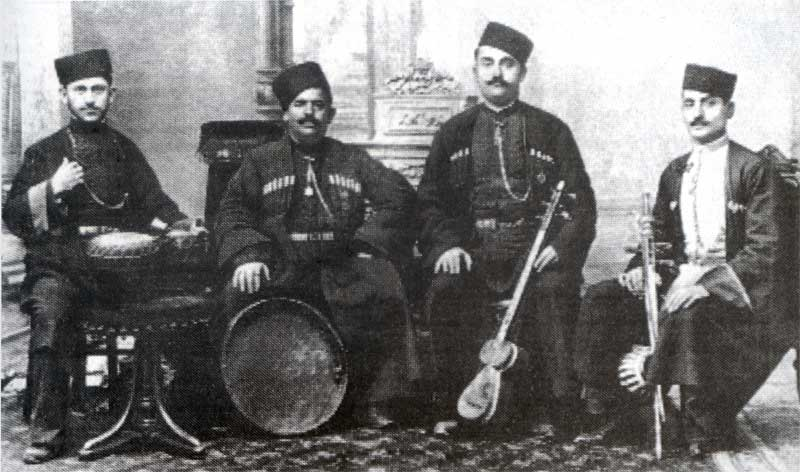
Ансамбль ханенде Бюльбюльджана (другий зліва). Кінець XIX століття.

Мугам є основним жанром азербайджанської музичної усної класичної традиції поряд з пісенно-танцювальним фольклором. Мугам — монодійна циклічна композиція, укладена в рамки відшліфованої форми, головна особливість якого полягає в органічному синтезі стабільного (канонічного) і вільного (імпровізаційного) образних сфер. Для мугамів характерні елементи багатоголосся: витримування в акомпанементі опорних ступенів вокальних мелодій, імітаційне побудова партії тара і кеманчи. В Азербайджані мугам виконується зазвичай у супроводі тріо сазандарів: тарист, кеманчист, бубніст, а іноді сам співак-ханенде є одночасно бубнистом. Мугам складається з імпровізації речитативного складу, що складає основу композиції і чергується з ритмічними теснифами (вокал) і ренгами (інстр.). Виконання мугамів вимагає спеціальної підготовки як в плані знання матеріалу і форми, так і в плані віртуозності і техніки. Мовний пласт мугама базується на ліричних газелях відомих поетів Близького і Середнього Сходу. Певну групу жанрів професійної музики усної традиції становлять інструментально-вокальні мугами, що отримали назву зерби-мугамов(ритмічний мугам), де велика роль, супроводжує спів ансамблі, відводиться ударного інструменту.
У 2008 році ЮНЕСКО оголосив азербайджанський мугам одним з «шедеврів усної та нематеріальної спадщини людства».

### Музика ашугів

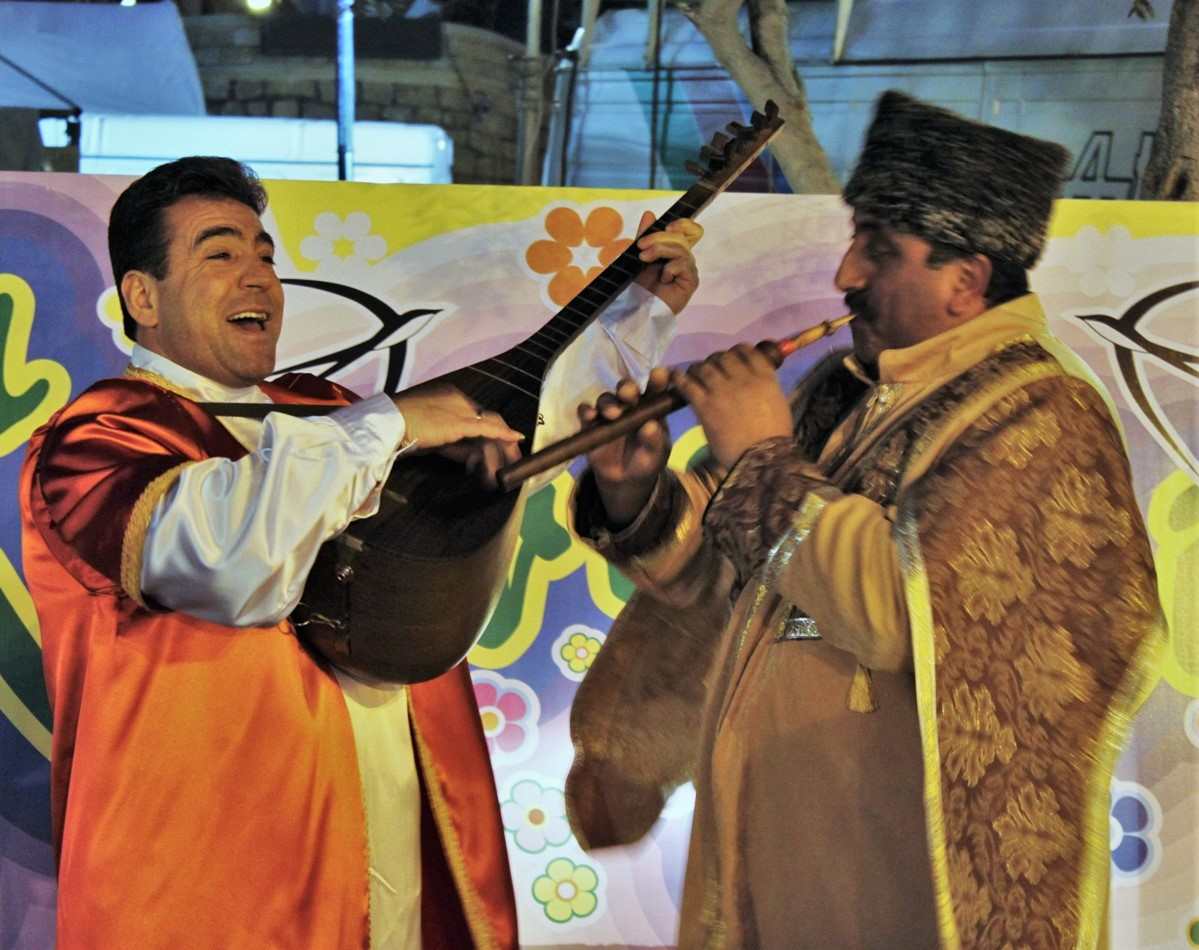
Ашуги на святі Новруз в Баку

До гілки професійного мистецтва усної традиції належить і музично-поетична творчість ашуг (від слова «эшг» — любов) — співаків-оповідачів-поетів.
Попередниками ашуг в Азербайджані були озани (ін. назви. — шуара, діда, яншаг і т. д.). Назва «ашуг» з'явилася на Закавказзі в XVI—XVII ст.. В Азербайджані ашуг здавна названий «Ел анасы» («Мати народу»), оскільки завжди висловлював сподівання народу, захищав свободу любові, співав про відданість батьківщині. Ашуг виконує свої оповіді, супроводжуючи себе на сазі. Зміст творчості ашуг: епос, соціальність. Найпоширеніші жанри: дастан (героїко-епічне сказання), дейишме (змагання), устаднаме (пісні-повчання), гезеллеме (пісні-дифірамби), шикесте, міср (ліричні пісні).
Основні народні інструменти Азербайджану: тар, кяманча, деф (тріо мугаматистов), саз (у творчості ашуг), нагару, гоша-нагару (у святкових обрядах), балабан, зурна. Ашуги акомпанують собі на сазі, 3 струни якого частіше всього настроєні кварто-квинтовом співвідношенні (це створює нескладну форму гармонійного багатоголосся).
Вокально-інструментальне мистецтво ашуг базується на класичних мелодіях (понад 80), кожна з яких має безліч імпровізаційних варіантів. Це мистецтво має певні стилістичні ознаки (багаторазові точні або варіантні повтори коротких поспівок, іноді одного звуку, невеликий діапазон мелодій та ін).
В 1928 році в Баку був скликаний перший республіканський з'їзд ашуг. У 2009 році на четвертій сесії Комітету по захисту нематеріальної спадщини ЮНЕСКО в Абу-Дабі (ОАЕ) азербайджанське мистецтво ашугів було внесено в Репрезентативний список Нематеріальної культурної спадщини ЮНЕСКО.

## Класична музика
Із заволодінням Азербайджану російською імперією у XIX столітті в Азербайджан починає проникати російська музична культура. У Баку організовуються симфонічний оркестр, приватна оперна трупа, філія РМТ. В Шуші організується гурток музичних і літературних діячів, поставив в 1897 році перший в Азербайджані музичний спектакль «Смерть Меджнуна на могилі Лейлі». Перші твори для скрипки, фортепіано з'явилися на початку 20 століття. З появою органу в Лютеранській церкви з'явилася можливість освоювати орган. Перша збірка творів для органу випустив Хайам Мірзазаде.

### Оперне мистецтво

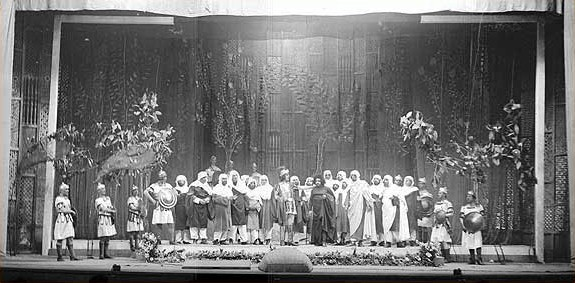
Сцена з опери Лейлі і Маджнун

Основоположником азербайджанського оперного мистецтва став композитор Узеір Гаджибеков, який написав у 1907 році оперу «Лейлі і Маджнун» за однойменною поемою Фізулі. Він став основоположником жанру мугам-опери, що поєднує в собі нотний запис музики (хори, танці) з сольною вокальною імпровізацією — мугамом на основі зазначеного композитором тексту. Наступним великим досягненням для азербайджанського оперного мистецтва стало створення Гаджибековим оперети «Аршин мал алан». Р. М. Глієр написав для азербайджанського театру оперу «Шахсенем» (пост. 1927; 2-я ред. пост. 1934). Першою азербайджанської оперою, заснованою на класичних музично-сценічних формах, стала «Нэргиз» Магомаєва (1935), що відбила захоплення Азербайджану більшовиками.. Композитор Фікрет Аміров створив за мотивами однойменної драми Джафара Джаббарлы оперу «Севіль» (1953), яка стала першою національною лірико-психологічної оперою.

### Симфонічна музика
Сюїта А. Зейналли «Фрагменти» (1931) вважається першим зразком азербайджанської симфонічної музики.

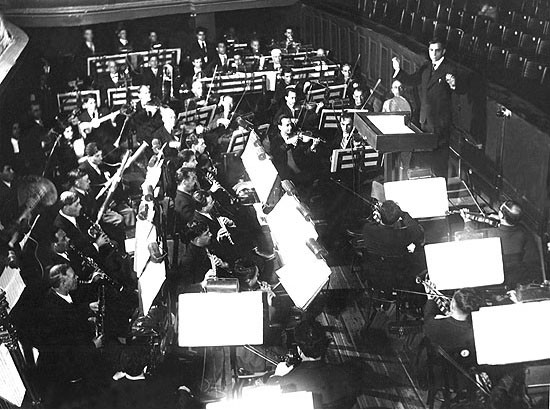
Афрасіяб Бадалбейлі диригує симфонічним оркестром Азербайджанського театру опери і балету, 1930-ті рр.

Симфонічний жанр, що виник в Азербайджані в 1920-30-х рр. (М. Магомаєв, А. Зейналли), досяг підйому у 2-й половині 40-х-60-х рр. Композиторську школу республіки очолив Кара Караєв, творчість якого поєднали національні риси та стильові особливості сучасної музики. Двочастинна 1-я симфонія (1943) Караєва відрізняється різкими контрастами драматичних і ліричних образів. У п'ятичастинній 2-й симфонії, написаній у зв'язку з перемогою над фашизмом (1946), традиції азербайджанської музики сплавлені з класицистськими (виразна пасакалія 4 ч. заснована на тематизмі мугамного типу). Кара Караєв написав симфонічну поему «Лейлі і Меджнун», симфонічну сюїту «Сім красунь» та балет на однойменну тему.
Для Фікрета Амірова характерні жанрово-ліричний симфонізм, романтична патетика (концерт для фп. з оркестром народних інструментів, співавтор А. Бабаєв, 1946; струн. симфонія «Низами», 1947; сюїта «Азербайджан», 1950). У 1947 році він пише симфонію «Нізамі» — першу в азербайджанській музиці симфонію для струнного оркестру, а в наступному році в його творчості виникає новий жанр: симфонічні мугами «Шура» і «Кюрд Овшары», суть яких полягає в синтезі традицій азербайджанських народних співаків-ханенде з принципами європейської симфонічної музики. Мистецтвознавець і експерт ЮНЕСКО по нематеріальному та усного культурної спадщини Азербайджану Санубар Багірова зазначає, що «створений Фікретом Аміровим і підхоплений Ніязі і Сулейманом Алескеровым жанр так званого симфонічного мугама, строго кажучи, був ближче до рапсодії європейського типу, ніж власне до мугаму, але з художньої точки зору „Шура“ (1948) і „Кюрд-Овшары“ (1949) Амірова, „Раст“ Ніязі (1951), безсумнівно, збагатили азербайджанську симфонічну музику». Симфонічна поема «Лейлі і Меджнун» (1947) Кара Караєва поклала початок лірико-драматичного симфонізму в Азербайджані.

### Пісні та романси
Перші азербайджанські масові пісні були написані Гаджибековим і Магомаєвим в 1920-1930-х рр., а починаючи з 1950-х рр. цей жанр отримав розвиток у творчості інших авторів. Своєю «Дитячої сюїтою» для фортепіано композитор Асеф Зейналли заклав основу азербайджанської дитячої музики. Він став автором перших зразків національного романсу, а Узеір Гаджибеков пізніше створив новий жанр — романс-газель на основі форм східної поезії. У пісенній творчості Тофіка Кулієва злилися ладово-інтонаційні особливості народної музики і радянської ліричної пісні.

## Джаз

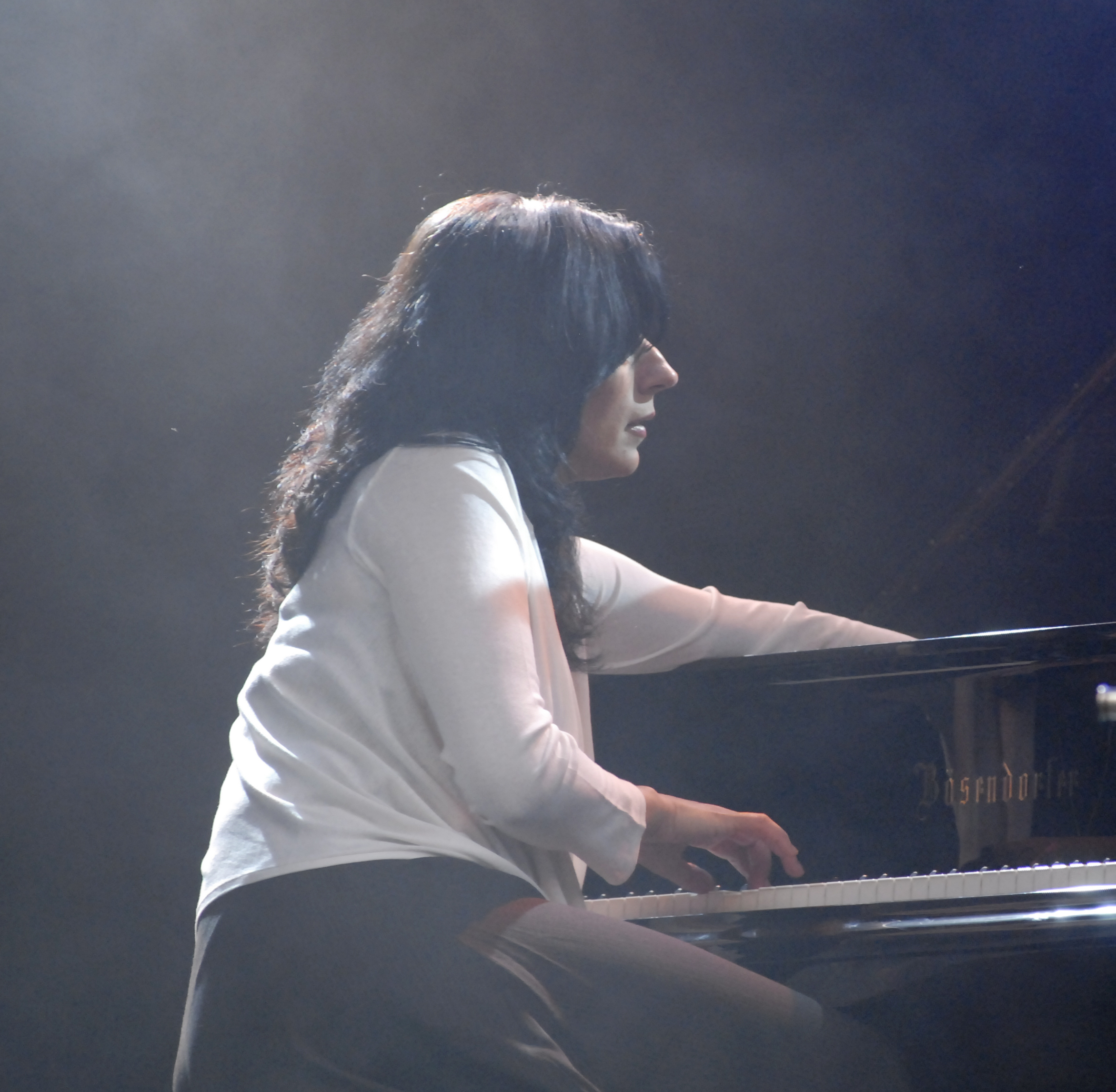
Аміна Фігарова за роялем

Азербайджанський джаз почав зароджуватися в 1930-х роках, коли композитор Тофік Кулієв спільно з диригентом Ніязі створив перший джазовий оркестр в Баку. Однак, основоположником азербайджанського джазу став Вагіф Мустафа-заде, який створив новий музичний жанр — джаз-мугам, змішавши елементи джазу з азербайджанської народної музикою. У 1957 році співак Рашид Бейбутов створив при Азербайджанської філармонії концертний ансамбль, об'єднує стилістику джазу і азербайджанські народні інструменти.

## Популярна музика
Основоположниками сучасної національної школи вокальної майстерності були співаки Шовкет Мамедова-Бюль.

### Мейхана
Мейхана — напрям народної музично-поетичної творчості — гнучкий вірші-ритмічний музичний жанр.

### Симфо-рок-мугам
Композитор Ельдар Мансуров поставив музичний проект «Бахрамнамэ», що являв собою новий музичний синтез — симфо-рок-мугам. Він став також першим композитором в Азербайджані, створив рок-оперу «Сім красунь».